# مارگوت اسکنس
مارگوت اسکنس (به انگلیسی: Margot Eskens) (زاده ۱۲ اوت ۱۹۳۹) خواننده آلمانی است.
او نماینده آلمان در یوروویژن ۱۹۶۶ بود.